# Georgskathedrale (Teheran)
Die Kathedrale des Heiligen Georg oder Georgskathedrale (persisch کلیسای مارگیورگیز oder کلیسای آشوری مارگیورگیز) ist eine Kirche in der iranischen Hauptstadt Teheran, die im Jahre 1961 geweiht wurde. Sie ist die Kathedrale des Bistums Iran der Assyrischen Kirche des Ostens.

## Standort
Die Kirche steht an der Nordseite der Sa'ed-Aqa-Balazadeh-Straße (خیابان ساعد آقابالازاده) etwa 200 m westlich von deren Einmündung in die südliche Karegar-Straße (خیابان کارگر جنوبی), rund 40 m östlich der Kreuzung mit der Ghaffari-Straße (خیابان غفاری) und etwa 300 m nordwestlich von Qazvin-Platz (میدان قزوین).

## Architektur
Die aus Stahlbeton gebaute assyrische Georgskathedrale Teheran hat einen rechteckigen Grundriss und steht in West-Ost-Richtung. Der Haupteingang befindet sich an der Südseite zur Sa'ed-Aqa-Balazadeh-Straße hin. Er hat einen großen Rundbogen und steht zwischen zwei quaderförmigen, fensterlosen, turmartigen Vorsprüngen mit Zinnen im Stil des Stadttors von Babylon aus nacktem Beton. Der Altar steht am östlichen Ende des geosteten Gebäudes. Zu seiner Linken und Rechten befinden sich abgetrennte Räume.

## Geschichte
Die Assyrer im Iran lebten bis 1918 vor allem in Urmia und in Dörfern am Westufer des Urmia-Sees, während es in Teheran kaum Assyrer gab. Während des Ersten Weltkrieges besetzten osmanische Truppen ab 1915 Urmia und massakrierten die hier lebenden Christen – Assyrer wie Armenier. Soweit die Überlebenden sich nicht im Irak in Sicherheit brachten, flohen sie insbesondere nach Teheran. In den folgenden Jahrzehnten und auch nach dem Zweiten Weltkrieg setzte sich die Landflucht der Assyrer insbesondere nach Teheran weiter fort. Hier lebten nach Schätzungen zeitweise 50.000 Assyrer, wobei in diese Zahl Chaldäer und assyrische Protestanten eingeschlossen sind. Die Chaldäer mit ihren drei Bistümern Teheran, Urmia und Ahvaz waren zahlenmäßig stärker als die Assyrische Kirche des Ostens mit ihrem einzigen Bistum innerhalb Irans in Teheran. Die assyrische Kirche St. Georg zu Teheran wurde 1961 erbaut. 1962 kam der 1935 im irakischen Derbenduk geborene Dinkha IV. Hananiya, seit 1957 Priester in der Marienkirche in Urmia, an die Georgskirche in Teheran, wo er ein Priesterseminar aufbaute. Am 17. Oktober 1976 wurde er in London zum assyrischen Patriarchen von Seleukia-Ktesiphon inthronisiert und nahm seinen Sitz in der Teheraner Georgskirche ein, bis er 1984 nach Chicago (USA) ging. Am 12. September 2010 wurde Mar Narsai Benjamin durch Mar Dinkha IV. in Anwesenheit des Bagdader Metropoliten von Irak und späteren Patriarchen, Mar Gewargis III., und weiterer Würdenträger auch anderer Kirchen in der Teheraner Georgskirche zum assyrischen Bischof von Iran ordiniert.

## Bistum und Bischof
Die Kirche ist Kathedrale des Bistums Iran, das 3 Kirchen und 9 Missionen umfasst. Bischof ist seit 2010 Mar Narsai Benjamin, der von Mar Dinkha IV. in der Georgskathedrale konsekriert wurde.